# Кузнецов Олександр Олексійович
Олександр Олексійович Кузнецов (23 квітня 1904, село Щербово Новоторзького повіту Тверської губернії, тепер Торжоцького району Тверської області, Російська Федерація — 7 серпня 1966, місто Москва, тепер Російська Федерація) — радянський військовий діяч, генерал-лейтенант авіації, начальник Головного управління Північного морського шляху. Депутат Верховної ради Литовської РСР. Депутат Верховної ради СРСР 3-го скликання. Герой Радянського Союзу (6.12.1949)

## Життєпис
Народився в родині робітника. До 17 років навчався і працював у рідному селі, потім Тверським губернським комітетом комсомолу був направлений на навчання до Петроградського інституту цивільних інженерів.
У Військово-морському флоті СРСР з 1923 року. За спецнабором комсомолу направлений до Військово-морського підготовчого училища.
Член РКП(б) з 1925 року.
У 1927 році закінчив Військово-морське училище. Після закінчення училища призначений помічником вахтового начальника на лінкор «Паризька комуна» Морських сил Балтійського моря (МСБМ). Потім вступив до Севастопольської школи льотчиків-спостерігачів, після закінчення якої, з 1929 по 1933 рік служив молодшим і старшим льотчиком-спостерігачем, командиром авіаційної ланки загону, командиром авіаційної ланки крейсеру «Червона Україна» авіації Морських сил Чорного моря.
У 1932 році закінчив Єйську школу морських льотчиків ВПС РСЧА імені Сталіна. З 1932 року служив на Балтійському морі командиром ланки, загону, окремої авіаескадрильї, 51-го окремого авіазагону, командиром — військовим комісаром 20-ї морської ескадрильї далеких розвідників ВПС Балтійського флоту. Учасник громадянської війни в Іспанії 1936—1937 років, радянсько-фінської війни 1939—1940 років.
У липні 1938 — листопаді 1939 року — начальник штабу Військово-повітряних сил (ВПС) Червонопрапорного Балтійського флоту. З липня по жовтень 1939 року виконував обов'язки командувача ВПС Червонопрапорного Балтійського флоту.
З листопада 1939 року командував ВПС Північного флоту. У 1940 році закінчив курси удосконалення вищого начальницького складу при Військово-морській академії.
З січня 1943 року — помічник командувача ВПС Тихоокеанського флоту із льотної підготовки. З листопада 1944 року — в розпорядженні народного комісара Військово-морського флоту СРСР.
З березня 1945 року — начальник 4-го військово-морського авіаційного училища. З березня 1946 року — начальник Вищих офіцерських льотно-тактичних курсів авіації ВМФ.
З вересня 1946 року — 1-й заступник начальника, а з жовтня 1948 по травень 1953 року — начальник Головного управління Північного морського шляху при Раді міністрів СРСР.
Відзначився під час проведення високоширотних повітряних експедицій 1948—1949 років. Указом Президії Верховної ради СРСР від 6 грудня 1949 року, «за мужність та відвагу, виявлені під час виконання військового обов'язку», генерал-майору авіації
Кузнецову Олександру Олексійовичу присвоєно звання Героя Радянського Союзу з врученням ордена Леніна та медалі «Золота Зірка».
З травня 1953 по березень 1956 року — командувач ВПС 4-го (Балтійського) Військово-морського флоту СРСР.
У 1956—1959 роках — старший військовий радник командувача авіації ВМФ Китайської Народної Республіки. У 1959 році — співробітник науково-дослідної групи при Головнокомандувачі ВМФ СРСР.
З серпня 1959 року — в запасі. Помер 7 серпня 1966 року в Москві. Похований на Введенському цвинтарі Москви.

## Звання
- генерал-майор авіації (4.06.1940)
- генерал-лейтенант авіації (27.01.1951)

## Нагороди
- Герой Радянського Союзу (6.12.1949)
- чотири ордени Леніна (1936, 1949, 6.12.1949, 1952)
- чотири ордени Червоного Прапора (1941, 1944, 1945, 1954)
- медаль «За оборону Радянського Заполяр'я»
- медаль «За перемогу над Німеччиною у Великій Вітчизняній війні 1941—1945 рр.»
- медалі